# Embia collariger
Embia collariger is een insectensoort uit de familie Embiidae, die tot de orde webspinners (Embioptera) behoort. De soort komt voor in Eritrea.
Embia collariger is voor het eerst wetenschappelijk beschreven door Enderlein in 1909.